# 의왕 청계사 조정숙공사당기비
의왕 청계사 조정숙공사당기비(義王 淸溪寺 趙貞肅公祠堂記碑)는 대한민국 경기도 의왕시 청계동, 청계사에 있는 고려시대의 비석이다. 2014년 5월 9일 경기도의 문화재자료 제176호로 지정되었다.

## 개요
이 비(碑)는 고려시대 1341년에 건립된 것으로 현재 경기도 의왕시 청계동 12번지 청계사 경내에 위치하고 있다. 사당을 만들게 된 과정을 일정한 형식에 맞추어 이은 글을 사당기(祠堂記)라고 하며, 이를 비석에 새긴 것을 사당기비(祠堂記碑)라고 한다. 비석의 크기는 높이 177cm, 너비 48cm, 두께 18cm로 찬자(撰者)는 이곡, 글씨는 왕수성이 썼다. 전체적으로 앞면과 뒷면 모두 마모가 심하여 글씨를 모두 알아보기 힘들지만 뒷면에 새겨진 글자의 일부가 선명하게 남아있어 내용의 일부분을 확인할 수 있다.
이 비석의 앞면에 비명인 조정숙공사당기비(趙貞肅公祠堂記碑)가 새겨져있고 비문과 같은 내용이 이 비석의 찬자(撰者)인 이곡의 문집 가정집(稼亭集)에도 실려 있다. 내용을 살펴보면 찬자인 이곡이 어떻게 비명과 비문을 짓게 되었는가로 이야기가 시작되어 조인규의 일대기를 적어 놓았고 마지막 부분에 청계사를 짓게 된 경위를 자세히 기록해 놓았다. 이 비문은 조인규와 충렬왕의 관계를 비롯하여 당시 고려와 원나라와의 대외관계, 청계사의 창건이유에 대하여 기록하고 있어 매우 귀중한 자료이다.

## 같이 보기
- 의왕 청계사 청계사사적기비

## 참고 자료
- 의왕청계사조정숙공사당기비 - 국가유산청 국가유산포털
- 의왕 청계사 조정숙공사당기비[깨진 링크(과거 내용 찾기)] - 경기문화재연구원